# Louisa Melvin Delos Mars
Louisa Melvin Delos Mars (c.1860 - depois de 1926) foi uma cantora e compositora afro-americana do final do século XIX que atuou em Providence, Rhode Island, e Boston, Massachusetts.

## Vida e carreira
Nascida Louisa Melvin em Providence e mais tarde residente em Boston, Melvin Delos Mars foi uma das primeiras mulheres negras a conseguir reconhecimento como compositora.